# Tower 42
Tower 42  är en skyskrapa i London, Storbritannien. Byggnaden är 183 meter och 47 våningar hög och var efter den invigdes 1980 Storbritanniens högsta byggnad tills One Canada Square stod färdig 1990.